# Un'azienda per gioco
Un'azienda per gioco (Some Assembly Required) è una sitcom per adolescenti andata in onda su YTV in Canada e trasmessa su Netflix in tutto il mondo. La serie è stata prodotta a Burnaby, British Columbia. La serie è stata creata da Dan Signer (Zack e Cody sul ponte di comando, A.N.T. Farm - Accademia Nuovi Talenti, Professor Young) e Howard Nemetz ed ha come protagonisti Kolton Stewart, Charlie Storwick, Harrison Houde, Sydney Scotia, Dylan Playfair, Travis Turner ed Ellie Harvie. La prima stagione è composta da 26 episodi, tutti resi disponibili su Netflix il 19 giugno 2015. Il finale di stagione della terza stagione è andato in onda il 6 giugno 2016.

## Trama
Jarvis Raines (Kolton Stewart) è un ragazzo di 14 anni che diventa un capo dopo aver fatto causa ad una compagnia di giocattoli a causa di un set di prodotti chimici difettosi che fa esplodere la sua casa. La prima azione di Jarvis come CEO della Knickknack Toys è quello di reclutare un gruppo eterogeneo di ragazzi del suo liceo per aiutarlo a gestire l'azienda. Di solito qualcosa si ritorce contro quando stanno cercando di sviluppare un nuovo giocattolo. Prima dei titoli di coda ci sono di solito pubblicità che mostrano i nuovi prodotti di Knickknack Toys, che sono mostrati o spesso inventati in quell'episodio.

## Episodi
| Stagione | Episodi | Prima TV Canada | Italia  |
| -------- | ------- | --------------- | ------- |
| 1        | 26      | 6 gennaio 2014  | 2015    |
| 2        | 18      | 5 gennaio 2015  | 2015    |
| 3        | 13      | 14 marzo 2016   | inedita |

## Personaggi
- Jarvis Raines interpretato da Kolton Stewart[1] è un adolescente amante del divertimento che diventa il nuovo proprietario della Knickknack Toys, dopo aver citato in giudizio la società quando un set di prodotti chimici difettosi fa saltare in aria la sua casa a Natale. Dopo aver scoperto che ha una cotta per Piper, diventa il suo fidanzato nella terza stagione.
- Piper Gray interpretata da Charlie Storwick[1] è un "hacker chick" sardonica esperta di computer che viene assunta da Jarvis come Chief Technology Officer e vicepresidente della compagnia. Ha una grande cotta per Jarvis da prima che iniziasse a lavorare a Knickknack Toys, ma se lui dovesse scoprirlo, ne sarebbe molto imbarazzata. Nella terza stagione diventa la fidanzata di Jarvis.
- Bowie Sherman interpretato da Harrison Houde[1] è il nerd migliore amico di Jarvis che ha  anche assunto. Ha idee che vanno di male in peggio, che sono idiozie da prendere sul serio. Anche così, è comunque considerato l'amabile fratellino di tutti. Nell'episodio 106 Jarvis lo mette a capo della Divisione Joke and Prank.
- Geneva Hayes interpretata da Sydney Scotia[1] è una ragazza bellissima ma svogliata che "lavora" come receptionist ed assistente esecutivo personale di Jarvis. È la ragazza più carina a scuola. Jarvis, come molti giovani ragazzi, ha una grande cotta per lei, finché non svilupperà dei sentimenti per Piper. Ha alcuni talenti nascosti come essere in grado di risolvere una cubo di puzzle (come il Cubo di Rubik) più velocemente di un robot.
- Malcolm "Knox" Knoxford interpretato da Dylan Playfair[1] è un temerario dilettante di sport estremi non molto intelligente. Viene assunto come tester per prodotti e sicurezza e manichino per crash test umano. Gli piace il marchio di abbigliamento chiamato "Epic Thunder" ed ama giocare con Boxes.
- Aster Vanderber interpretato da Travis Turner[1] è creativo, fiducioso ed il ragazzo più alla moda di tutta la scuola. Si è autoproclamato King of Swag e Chief Design Officer della compagnia. Il solo a conoscere la cotta di Piper per Jarvis, ed ha promesso di non dirlo a nessuno, perché, come dice lui, "ama mantenere le sue conversazioni interessanti". Aster ha anche un piacere contorno nel prendere in giro sempre tutti soprattutto Piper su come si vestono.
- Candace Wheeler interpretata da Ellie Harvie[1] è la precedente proprietaria e CEO della Knickknack e l'unico adulto nel cast principale dei personaggi. Si rifiuta di concedere a Jarvis un accordo dopo aver venduto un set di chimica difettosa che ha fatto saltare in aria la sua casa, e la giuria ha assegnato la società a Jarvis come risarcimento. Ha forti dubbi sul fatto che Jarvis posso dirigere un'azienda, ma alla fine ha sempre avuto torto. Si traveste anche come un’anziana signora, nota come la signora Bubkes, bidella del Knickknack, proveniente dalla Meeskatania, un paese fittizio dell'Europa orientale, per curiosare su Jarvis nelle speranza di riconquistare il controllo della compagnia. Spesso tenta di sabotare i piani di Jarvis, senza successo.
- P. Everett Knickknak interpretato da Russell Roberts[1] è il proprietario originale della fabbrica di giocattoli Knickknack dal 1943 che compare dal nulla, tutti pensavo sia una truffa cercando di rubare la società soprattutto Bowie che pensa sia Candace a causa della sua stupidità, e della loro innocenza lo fanno diventare parte della squadra. In tutto lo show, lui ed il suo omologo cartone animato usano sempre la gag di “Sono P.Everet Knickknack e la P sta per…”per dire parole o frasi che iniziano con la lettera "P".
- Mmmboing è una pallina rimbalzante di gomma creata da Bowie nell'episodio pilota e da allora non ha più smesso di rimbalzare. Mmmboing è diventata una gag della serie che appare quasi in ogni episodio.

1. 1 2 3 4 5 6 7 8  (EN) Some Assembly Required in production, in TV, eh?, 29 agosto 2013. URL consultato il 17 febbraio 2018.

## Produzione
La serie è stata creata da Dan Signer e Howard Nemetz e prodotta a Burnaby, British Columbia.
La serie è stata rinnovata per una seconda stagione nel giugno 2014. Il 19 agosto 2015, la serie è stata rinnovata per una terza stagione. Il 7 gennaio 2017, YTV ha cancellato la serie, ma fu ripresa immediatamente da Netflix per una quarta stagione di 19 episodi.
In Italia la serie è disponibile solo fino alla seconda stagione su Netflix.